# Ulrich Nölle

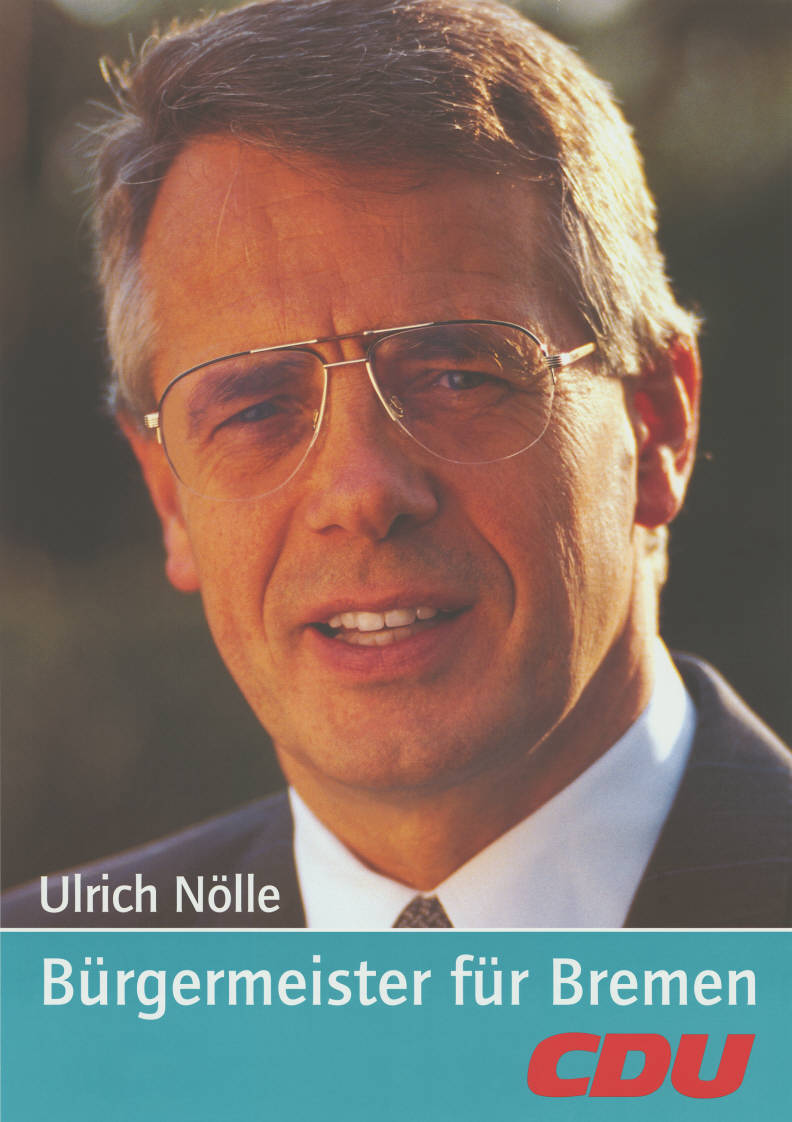
Kandidatenplakat zur Bürgerschaftswahl in Bremen 1995

Ulrich Nölle (* 8. August 1940 in Dortmund) ist ein deutscher Sparkassenkaufmann und ehemaliger Politiker (CDU).

## Ausbildung und Beruf
Nölle besuchte die Realschule und danach die Höhere Handelsschule. Von 1961 bis 1963 machte er eine Lehre bei der Sparkasse Dortmund und erwarb danach bei der Sparkassenakademie den Abschluss zum Sparkassenbetriebswirt. 1972 bis 1977 war er stellvertretendes Vorstandsmitglied der Sparkasse Dortmund. Von 1977 bis 1981 war er Mitglied im Vorstand der Sparkasse Hannover, 1981 bis 1995 im Vorstand der Sparkasse Bremen. 1999 wurde er Geschäftsführender Gesellschafter der Airport-Immobilien-Verwaltungs KG (AIV).

## Politik
Im Januar 1991 trat Nölle in die CDU ein und war ab 1992 stellvertretender Vorsitzender des Landesverbands Bremen.
Vom 13. Oktober 1991 bis zum 4. Juli 1995 und erneut vom 11. Oktober 1997 bis zum 30. November 2000 war Nölle Mitglied der Bremischen Bürgerschaft in deren 13., 14. und 15. Wahlperiode. Während der 13. Wahlperiode (1991–1995) amtierte er als Vizepräsident der Bürgerschaft.
Bei den Bremischen Bürgerschaftswahlen 1991 und 1995 trat Nölle jeweils als CDU-Spitzenkandidat an. Infolge der Wahl 1995 erreichte die CDU die erste Regierungsbeteiligung im Land Bremen seit 1959 und bildete eine große Koalition mit der SPD. Nölle amtierte in diesem Regierungsbündnis vom 4. Juli 1995 bis zu seinem Rücktritt am 16. September 1997 als Bürgermeister und Stellvertreter des Präsidenten des Senats Henning Scherf (SPD), als Senator für Finanzen und als Vorsitzender der Senatskommission für das Personalwesen; Die Schulden Bremens stiegen während seiner 2-jährigen Amtszeit um 140 Millionen D-Mark, was Nölle mit dem Begriff der »Minustilgung« zu rechtfertigen suchte.

## Kauf der Nord Finanz Bank sowie Immobiliengeschäfte
Ende Juli 1996 kaufte Nölle – als Finanzsenator – zusammen mit ebenfalls amtierenden Innensenator Ralf Borttscheller die Nord Finanz Bank. Bereits zuvor hatten beide Senatoren auch Geschäfte mit der gemeinsamen Baufirma Nordgrund versucht – und waren wegen dubioser Geschäftspraktiken in die Schlagzeilen geraten. Den Kauf der Nord Finanz erfolgte, „wie sie mehrfach betonten, als Privatpersonen. Nölle und seine Ehefrau hielten damals wie Bank-Vorstand Hans-Jörg Kern und seine Gattin jeweils 20,6 Prozent an dem Haus, Bortscheller und der damalige Nord-Finanz-Vorstand Jörn-Michael Gauß übernahmen jeweils 8,8 Prozent.“. Woher das Geld dafür stammte blieb weitestgehend ungeklärt,  „jedenfalls setzten der Symeonidis-Insolvenzverwalter und ein von Symeonidis geschädigter Energieversorger (2003) vor Gericht einen Zahlungsanspruch gegen das Paar von gut 1,6 Millionen Euro durch“ – und schickten den Gerichtsvollzieher.
In dem Zusammenhang des Kaufs von 1600 Plattenbauwohnungen in Dresden gemeinsam mit einem früheren Kunden erließ am 26. November 2004 „das Amtsgericht Dresden gleich vier Haftanordnungen gegen den Finanzjongleur und seine Frau. Beide sollten ihre private Pleite zu Protokoll geben, erschienen aber nicht; ihnen droht Beugehaft, sollte man sie denn fassen.“ Nölle und seine Frau entzogen sich dem Zugriff der Justiz durch Flucht nach Mallorca, wo sie bei Port d’Andratx eine prachtvolle Villa unbehelligt bewohnen, „weil zivilrechtlich erwirkte Haftbefehle im Ausland nicht vollstreckt werden dürfen“.

## Privates
Nölle ist verheiratet und hat vier Kinder.

## Ehrungen
Die Hochschule Bremerhaven hat Ulrich Nölle 1995 zum Ehrenbürger ernannt.